# Crepidula
Crepidula is een geslacht van Gastropoda in de familie Calyptraeidae, dat fossiel bekend is vanaf het Laat-Krijt. Tegenwoordig bestaan er nog enkele soorten van dit geslacht. Deze familie omvat de Crepidula, Calyptraea, Bostrycapulus, Crucibulum, Crepipatella, Siphopatella, Grandicrepidula en Maoricrypta.

## Beschrijving
Het muiltje (Crepidula fornicata) heeft een pantoffelvormige schaal met een gedraaide punt. De schaal bevat een grote mondopening, die deels bedekt is door een dunne plaat, ter bescherming van de ingewanden van het dier. De lengte van de schelp bedraagt ongeveer twee centimeter.

## Leefwijze
Dit mariene geslacht leeft in ondiepe zeeën op steeds dezelfde ondergrond. Het voedt zich met in het water zwevende voedseldeeltjes.

## Onderzoek
De recente wijzigingen in de definitie van Crepidula zijn gebaseerd op zowel DNA-sequentiegegevens als anatomisch werk. Ontleding van verschillende calyptraeiden tonen aan dat soorten die nu in Grandicrepidula en Maoricrypta worden geplaatst, anatomisch zeer verschillen van de echte Crepidula. Als alleen de schalen worden onderzocht, is dit verschil niet duidelijk. Dit onderscheid wordt ondersteund door DNA-sequentiegegevens van drie genen (COI, 16S en 28S). Het geslacht Crepidula is waarschijnlijk de best bestudeerde groep binnen de Calyptraeïden. Een verscheidenheid aan soorten wordt vaak gebruikt in ontwikkelings-, ecologisch en gedragsonderzoek. Ze waren de belangrijkste focus van onderzoek naar protandeuze geslachtsverandering bij ongewervelde zeedieren en zijn gebruikt om aan te tonen dat geslachtsverandering door het milieu wordt beïnvloed (de timing van geslachtsverandering hangt af van de samenleving met andere individuele slakken). Crepidula fornicata en Crepidula onyx zijn goed bestudeerde voorbeelden van invasieve, exotische soorten in mariene habitats.
Vanwege hun eenvoudige omhulsels en plastische morfologie is calyptraeide-taxonomie een uitdaging. In veel gevallen zijn verschillende soorten met op elkaar lijkende schelpen samengevoegd tot een enkele soort met globale of ongebruikelijke verdelingen. In deze gevallen is nauwgezet onderzoek van de wijze van ontwikkeling of van DNA-gegevens van vitaal belang om de soortidentiteit te verifiëren. Omdat dergelijke taxonomische groepen moeilijk uit het internet of uit de literatuur te halen zijn, bevatten veel schattingen van soortenreeksen die op internet beschikbaar zijn dubieuze gegevens of gegevens van soorten die uit synoniemen zijn gehaald.

## Embryogenese
Crepidula hebben een holoblastische isolecithale spiraalvormige klieving. Het segmentatievlak is schuin en vormt een spiraalvormige opstelling van de blastomeren. 
- De eerste twee klievingen zijn bijna meridionaal en vormen vier grote macromeren.
- De tweede klieving, die haaks op de eerste plaatsvindt, verdeelt het mbryo en het lichaam van de toekomstige larve in rechter- en linkerhelften. In de volgende klievingen ontstaat er een micromeer uit elk macromeer aan de dierlijke pool. Elk kwartet micromeren wordt naar rechts of links van zijn zustermacromeer verplaatst, waardoor het spiraalpatroon ontstaat.
- Tijdens de derde klieving vormen de macromeren elk twee dochtercellen (een ander macromeer en een micromeer).
- In de vierde klieving worden uit het macromeer een macromeer en een micromeer gevormd, terwijl nog twee micromeren uit het micromeer worden gevormd, die het tweede kwartet van micromeren vormen. Het eerste kwartet zal de hoofdstructuur vormen en het tweede kwartet zal de statocyst (evenwichtsorgaan) en de schelp vormen.
- De vijfde klieving is een klieving van het eerste kwartet van micromeren.
- Bij de zesde klieving wordt een derde en laatste kwartet micromeren aan de dierlijke pool gevormd. Ook dze klieving is schuin, maar dan naar rechts. Door deze afwisseling in de richting van elk splitsingsvlak, dat begon met de eerste splitsing zoals aangegeven door de rotatie van de kernen naar rechts wordt de symmetrische opstelling van de cellen gehandhaafd. Liggend aan de dierlijke pool van het embryo vormen deze drie kwartetten van micromeren de zogenaamde dorsale plaat, die, door snelle klievingen het embryo volledig gaan bedekken en zo de buitenste laag of het ectoderm vormt. Deze cellen worden ectoblasten genoemd.
- De zevende klieving deelt het tweede kwartet van ectoblasten.
- De achtste klieving bestaat uit een tweede klieving van het eerste kwartet van ectoblasten.
- De negende klieving deelt slechts één tamelijk grote cel (zie figuur M-E), de mesentoblast liggend linksachter de macromeren. Deze nieuwe cel verdeelt zich in twee cellen en opnieuw in vier cellen. De bovenste twee van deze vier cellen delen zich snel en worden mesoblasten genoemd. Ze zullen de toekomstige middenlaag of het mesoderm van het embryo vormen.
- Na de scheiding van de mesoblasten delen de overige drie grote cellen zich uiteindelijk, waardoor er in totaal acht of negen grote lager liggende cellen ontstaan, de entoblasten, die na verloop van tijd de binnenste laag van het embryo zullen vormen. In een vroeg stadium worden dus in het embryo de eerste aanlegsels van de drie lagen gescheiden die te onderscheiden zijn in de ontwikkeling van alle hogere dierlijke organismen: ectoderm, mesoderm en entoderm.
- De delende ectoblasten omgeven al snel het gehele embryo totdat er alleen een smalle opening overblijft op de onderste of ventrale pool. Vanwege de ongelijke snelheid van deze groei wordt de bovenste of dierlijke pool tegelijkertijd naar voren verschoven totdat de hoekafstand tot de onderste vegetatieve pool aan deze kant slechts 90° wordt. De opening is het begin van de toekomstige mond. De opening zelf is korte tijd gesloten, maar gaat al snel weer open en er komt communicatie tot stand tussen de buiten- en de binnenholte van het embryo. Vanaf dit moment bestaat de ontwikkeling uit de differentiatie door groei van de zich vermenigvuldigende cellen van deze drie afzonderlijke lagen tot de gespecialiseerde organen van het lichaam.[2]

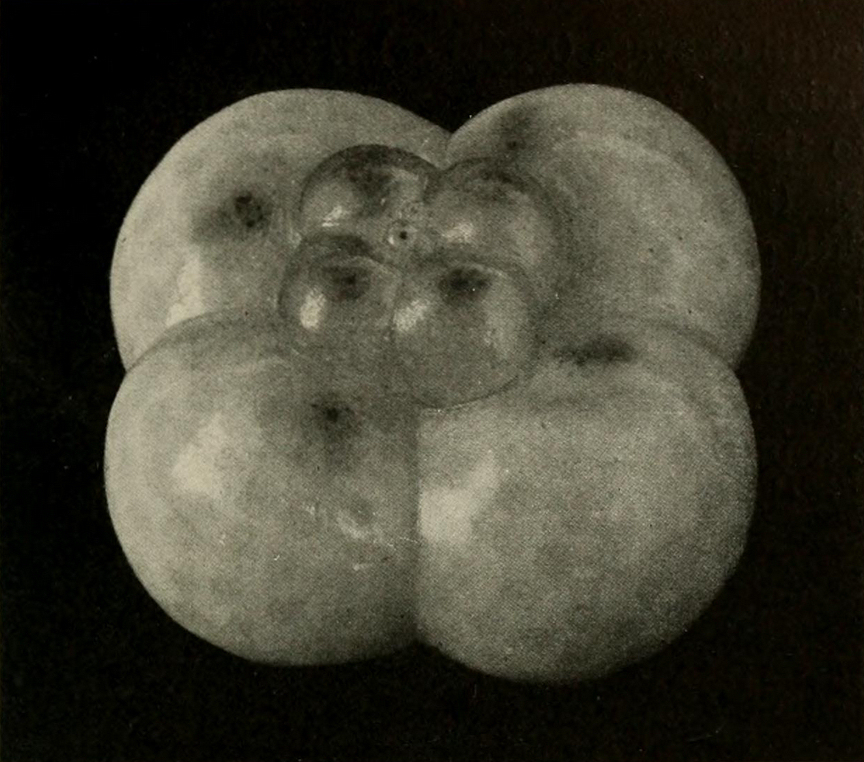
Derde klieving
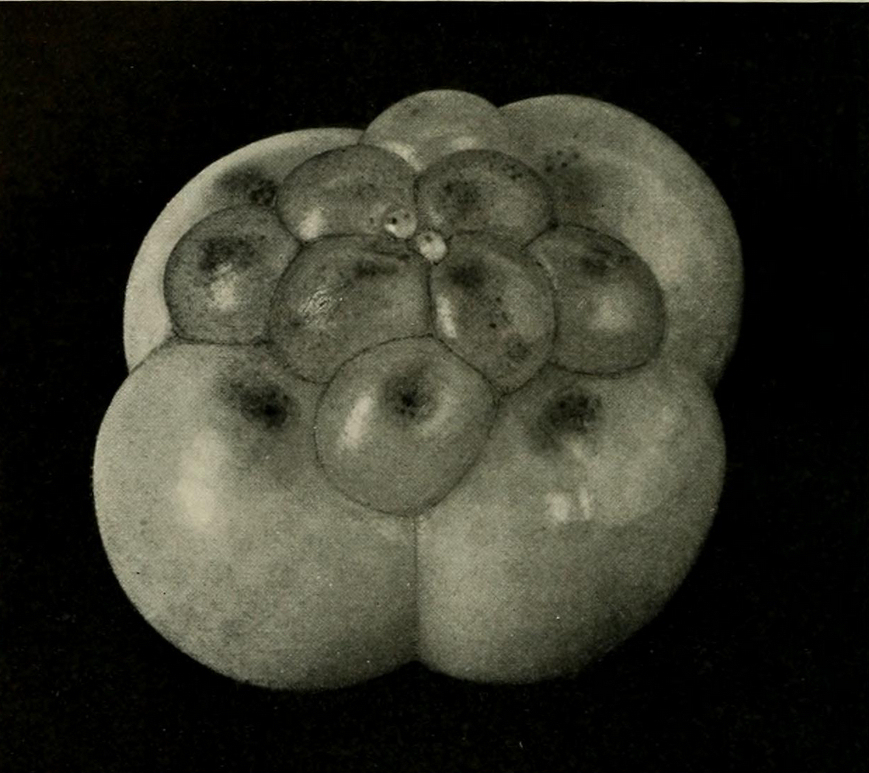
Vierde klieving
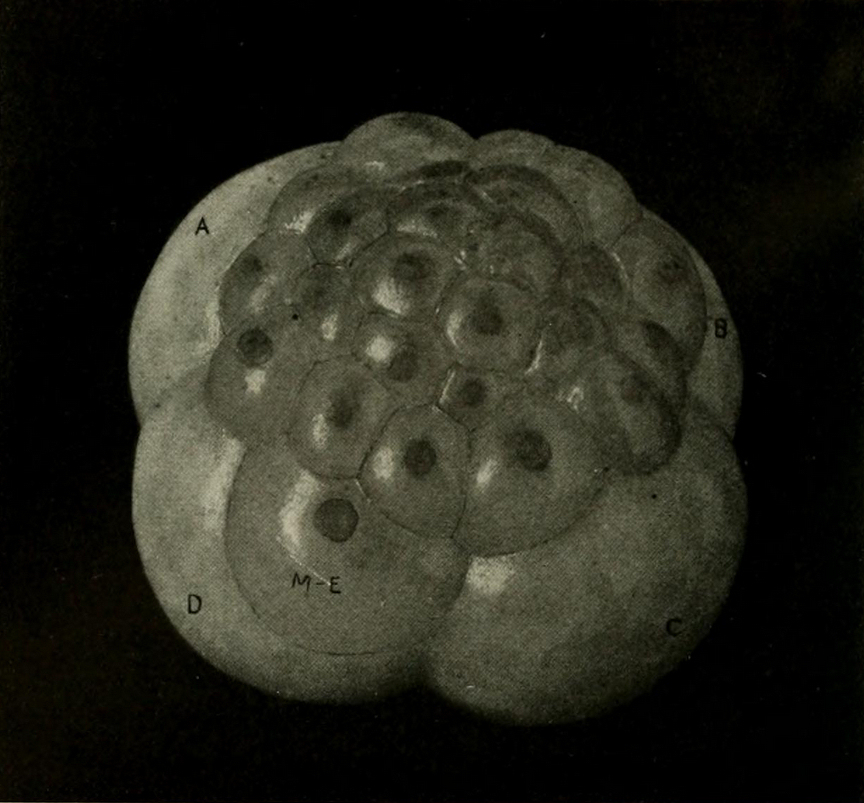
Negende klieving (klieving van M-E cel)
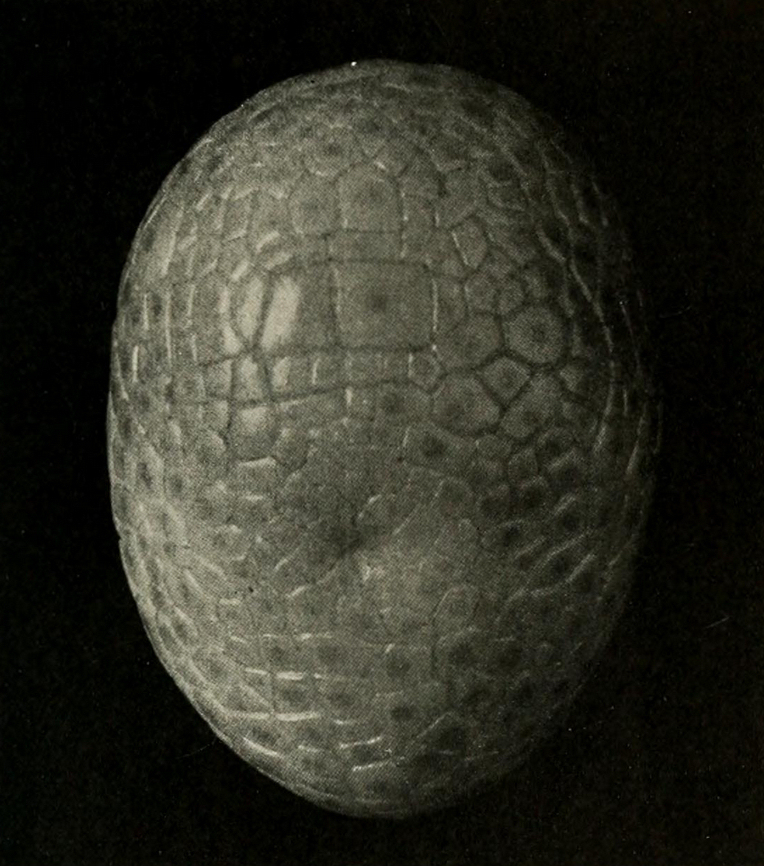
Ectoblasten rondom het embryo
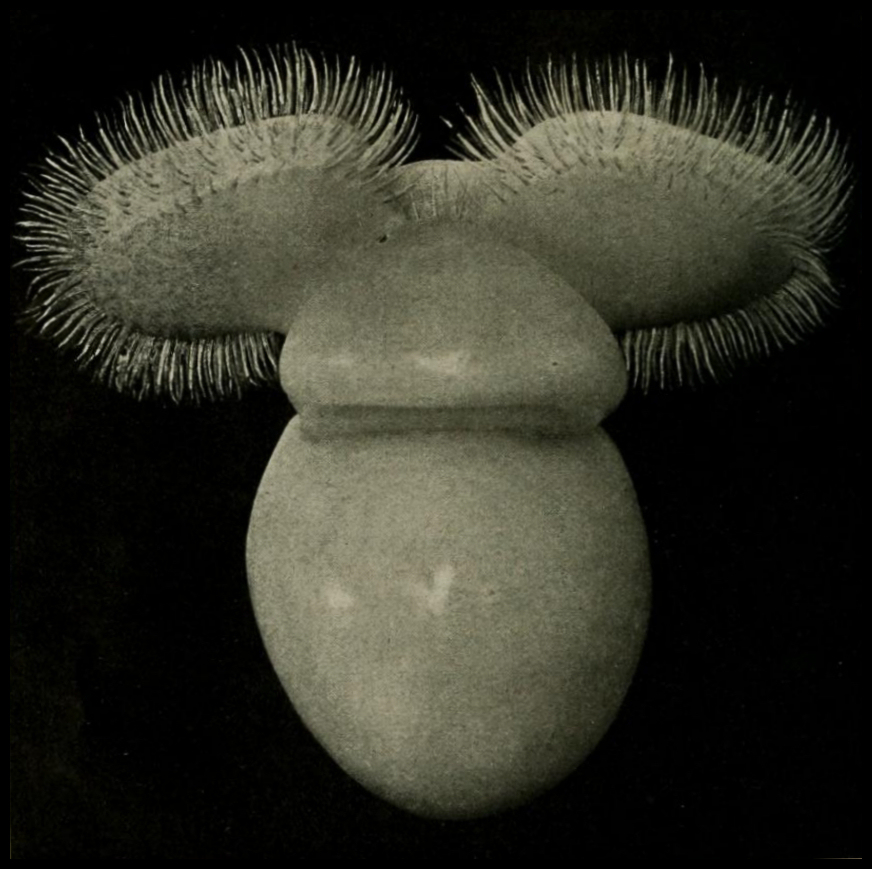
Planktonlarve

## Soorten
- Crepidula adunca Sowerby 1824
- Crepidula aeola Dall 1927
- Crepidula aplysioides Reeve 1859
- Crepidula arenata (Broderip, 1834)
- Crepidula argentina Simone, Pastorino & Penchaszadeh, 2000
- Crepidula atrasolea Collin, 2000
- Crepidula badisparsa Collin, 2005
- Crepidula cachimilla Cledon, Simone & Penchaszadeh, 2004
- Crepidula carioca Simone, 2006
- Crepidula cerithicola C.B. Adams, 1852
- Crepidula convexa Say 1822
- Crepidula coquimbensis Brown & Olivares, 1996
- Crepidula cymbaeformis Conrad 1844
- Crepidula depressa Say 1822
- Crepidula derjugini Golikov & Kussakin, 1962
- Crepidula dorsata (Broderip, 1834)
- Crepidula excavata (Broderip, 1834)
- Crepidula fimbriata Reeve, 1859
- Crepidula fornicata Linnaeus 1758 (Muiltje)
- Crepidula gibbosa Defrance, 1818
- Crepidula glottidiarum Dall, 1905
- Crepidula incurva (Broderip, 1834)
- Crepidula intratesta Simone, 2006
- Crepidula lessonii (Broderip, 1834)
- Crepidula lingulata Gould 1846
- Crepidula maculosa Conrad 1846
- Crepidula margarita Simone, 2006
- Crepidula marginalis (Broderip, 1834)
- Crepidula moulinsii Michaud, 1829
- Crepidula naticarum Williamson, 1905
- Crepidula navicula (Mörch, 1877)
- Crepidula nivea Adams 1852
- Crepidula norrisianum Williamson 1905
- Crepidula nummaria Gould, 1846
- Crepidula onyx Sowerby 1824
- Crepidula perforans (Valenciennes, 1846)
- Crepidula philippiana Gallardo, 1977
- Crepidula plana Say 1822
- Crepidula porcellana (Linnaeus, 1758)
- Crepidula protea (d'Orbigny, 1841)
- Crepidula pyguaia Simone, 2006
- Crepidula rostrata C.B. Adams, 1852
- Crepidula striolata Menke, 1851
- Crepidula unguiformis Lamarck, 1822
- Crepidula ustulatulina Collin, 2002
- Crepidula wilckensi Finlay, 1924
- Crepidula williamsi Coe, 1947

## Uitgestorven soorten
- C. deprima † Kensley & Pether 1986
- C. diminutiva † Loel & Corey 1932
- C. dumosa † Conrad 1834
- C. falconeri † Newton 1922
- C. iniquita † Clark & Durham 1946
- C. gatunensis † Toula 1911
- C. lirata † Conrad 1833
- C. parisiensis † Cossmann 1883
- C. praerupta † Conrad 1849
- C. princeps † Conrad 1855
- C. ungana † Dall 1908